# Trypanofobi
Trypanofobi är extrem och irrationell rädsla för medicinska ingrepp med injektions-spruta eller kanyl. Den benämns ibland som aikmofobi, belonefobi eller enetofobi, namn som är tekniskt inkorrekta då de endast beskriver en "rädsla för nålar" och ignorerar den medicinska aspekten av trypanofobi. I vardagligt tal säger man enklast sprutfobi. Tillståndet är behandlingsbart med kognitiv beteendeterapi.